# Massimo Mascioletti
Massimo Mascioletti (* 4. März 1958 in L’Aquila) ist ein ehemaliger italienischer Rugbyspieler- und Trainer. Er nahm 1987 als Spieler sowie 1999 als Trainer mit der italienischen Rugby-Union-Nationalmannschaft an der Rugby-Union-Weltmeisterschaft teil.